# Brits Formule 4-kampioenschap
Het Britse Formule 4-kampioenschap (voorheen de MSA Formula) is het nationale Formule 4-kampioenschap van Groot-Brittannië, opgericht in 2015. Het kampioenschap is de vervanger van de in 2014 gestopte Britse Formule Ford. De races worden gehouden in het bijprogramma van het BTCC. De winnaar van het kampioenschap krijgt een test met een team in het Europees Formule 3-kampioenschap.
De Formule 4 is opgericht door de FIA in maart 2013 voor jonge coureurs die vanuit het karting willen overstappen naar formulewagens, maar andere klassen zoals de Formule Renault 2.0 en de Formule 3 niet kunnen betalen. Ondanks dat het het officiële Formule 4-kampioenschap in Groot-Brittannië is, heette het kampioenschap oorspronkelijk MSA Formula omdat de rechten voor de naam Formule 4 in het land al waren vergeven aan het in 2013 opgerichte BRDC Formule 4-kampioenschap. Nadat dit kampioenschap vanaf 2016 verderging als het BRDC Britse Formule 3-kampioenschap, werd de naam van de MSA Formula officieel veranderd naar het Britse Formule 4-kampioenschap. Het kampioenschap wordt georganiseerd door de Britse nationale autosportbond Motor Sports Association.

## Auto
De auto's worden geleverd door Mygale, terwijl Ford de motoren levert.
- Chassis: Koolstofvezel, monocoque.
- Motor: Ford (Ford EcoBoost-gemerkt), inline 4, 1600cc, 160 pk, getuned door Sodemo.
- Banden: Hankook.
- Nokken: Bovenliggende nokkenas.
- Engine control unit: Life Racing F88GDI4, paddle shift control, GPS track mapping, functioneert als complete data acquisitie systeem.
- Transmissie: Sequential Sadev, zes versnellingen.

## Resultaten
| Seizoen | Kampioen          | Tweede            | Derde             | B-kampioen                      |
| ------- | ----------------- | ----------------- | ----------------- | ------------------------------- |
| 2024    | Deagen Fairclough | Alex Ninovic      | Reza Seewooruthun | Martin Molnár (Rookie Cup)      |
| 2023    | Louis Sharp       | William Macintyre | Deagen Fairclough | Gustav Jonsson (Rookie Cup)     |
| 2022    | Alex Dunne        | Oliver Gray       | Ugo Ugochukwu     | Ugo Ugochukwu (Rookie Cup)      |
| 2021    | Matthew Rees      | Matías Zagazeta   | McKenzy Cresswell | Matthew Rees (Rookie Cup)       |
| 2020    | Luke Browning     | Zak O'Sullivan    | Casper Stevenson  | Christian Mansell (Rookie Cup)  |
| 2019    | Zane Maloney      | Sebastián Álvarez | Louis Foster      | Zane Maloney (Rookie Cup)       |
| 2018    | Kiern Jewiss      | Ayrton Simmons    | Johnathan Hoggard | Jack Doohan (Rookie Cup)        |
| 2017    | Jamie Caroline    | Oscar Piastri     | Logan Sargeant    | Hampus Ericsson (Challenge Cup) |
| 2016    | Max Fewtrell      | Sennan Fielding   | Luis Leeds        | Alex Quinn (Rookie)             |
| 2015    | Lando Norris      | Ricky Collard     | Colton Herta      | Enaam Ahmed (Rookie)            |